# دير غيغارد
غيغارد أو كيغارد ((بالأرمنية: Գեղարդ)، ترجمة حرفية 'الرمح'‏) هو دير من العصور الوسطى في مقاطعة كوتايك في أرمينيا، تم نحته جزئيًا من الجبل المجاور. وهو مدرج كموقع للتراث العالمي لليونسكو.
بينما تم بناء المصلى الكنسي الرئيسي في عام 1215، إنشاء مجمع الدير حدث في وقت سابق وبالتحديد في القرن الرابع من قبل غريغوريوس المنور في موقع نبع مقدس داخل كهف. كان الدير قد أطلق عليه اسم (Այրիվանք) الذي يعني «دير الكهف». الاسم الشائع للدير اليوم هو غيغارد (Geghardavank)، بمعنى «دير الرمح»، ويرجع هذا الاسم إلى الرمح الذي أصاب اليسوع عند صلبه، ويُزعم أن الرسول تداوس أحضره إلى أرمينيا.
يختار معظم زوار دير غيغارد أيضًا زيارة معبد غارني الوثني القريب. زيارة كلا الموقعين في رحلة واحدة أمر شائع جدًا لدرجة أنه غالبًا ما يشار إليها معاً غارني-غيغارد.

## معرض الصور

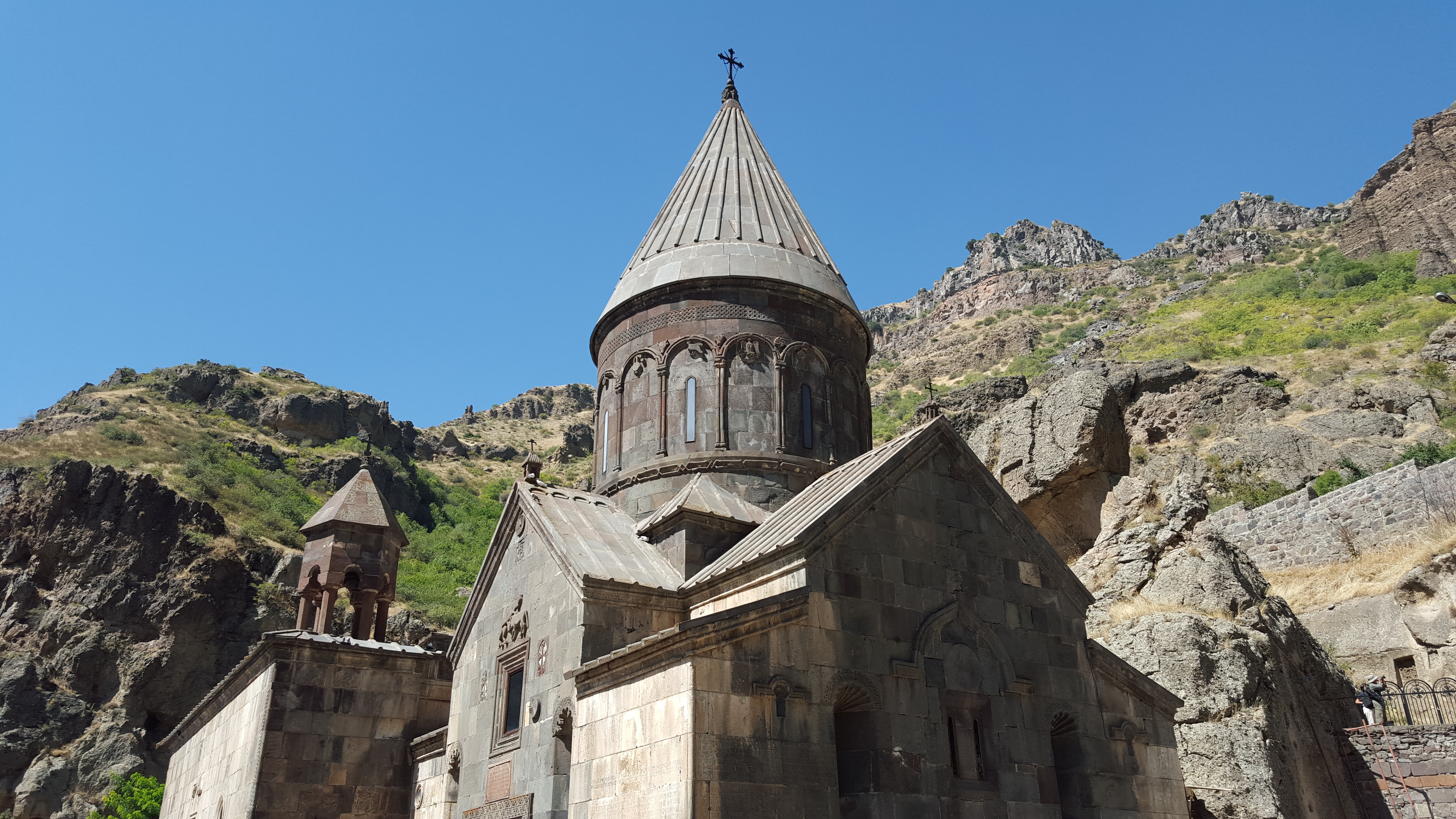
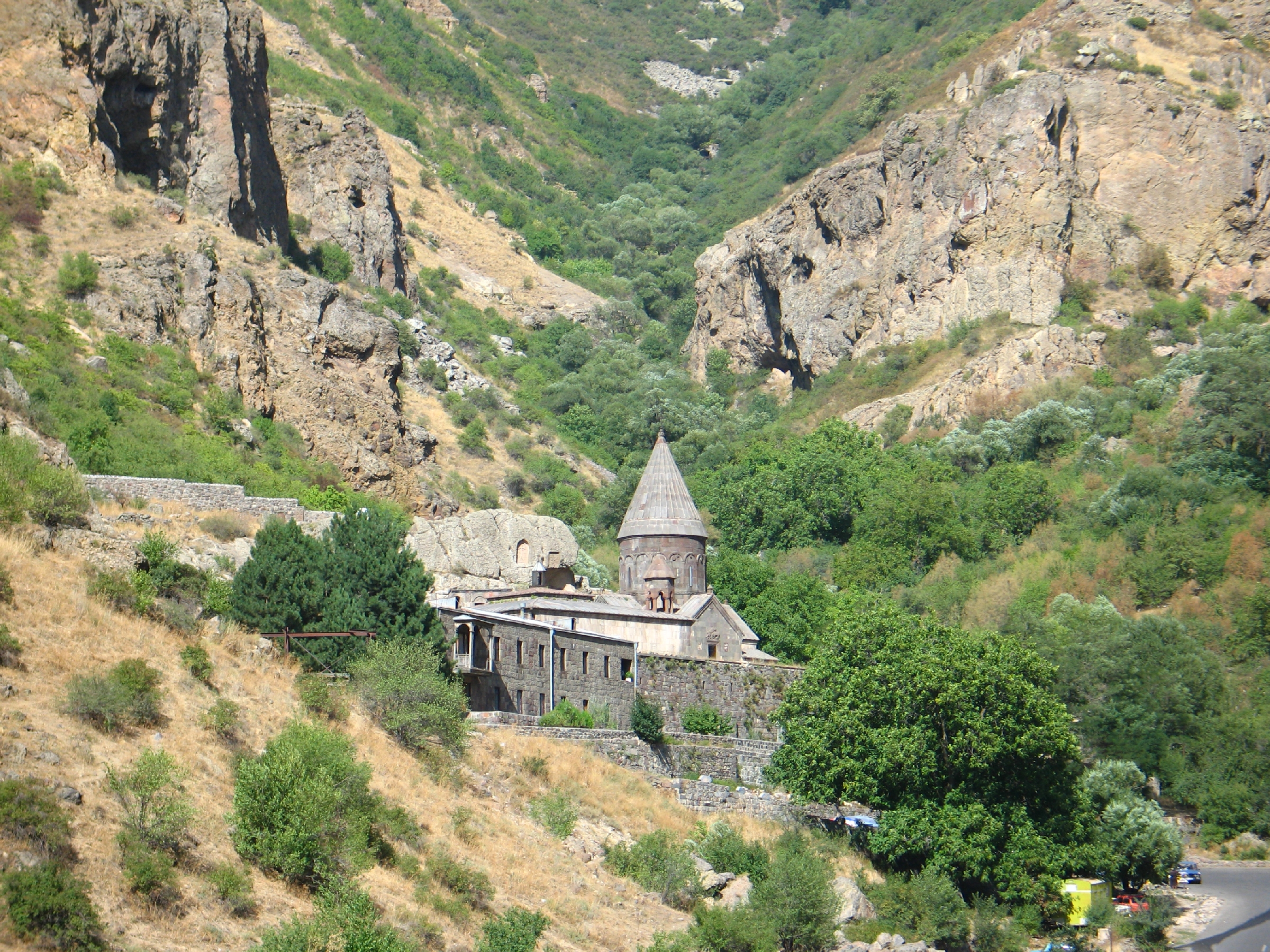
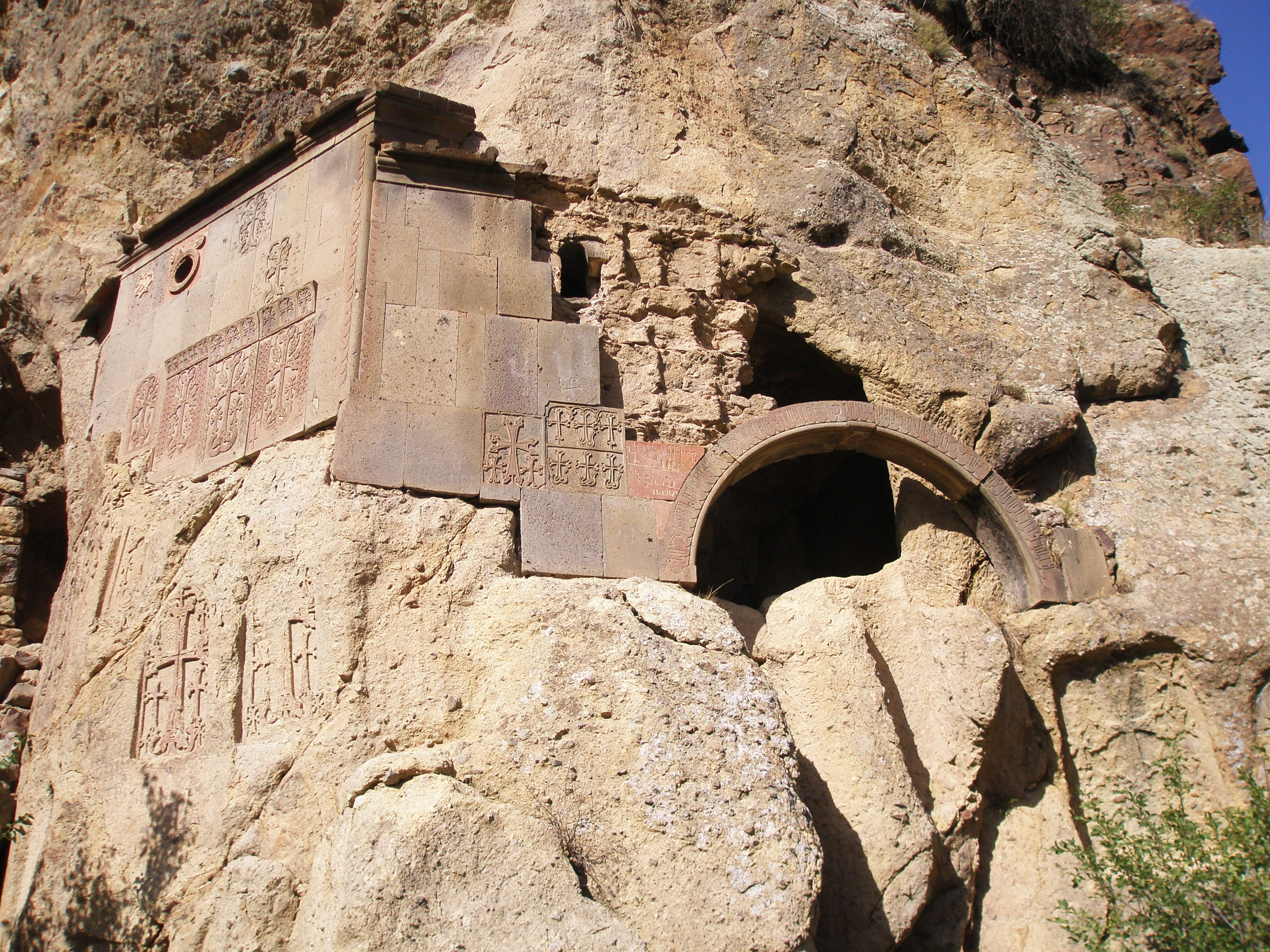
مدخل مقوس للكهوف المجاورة للدير.
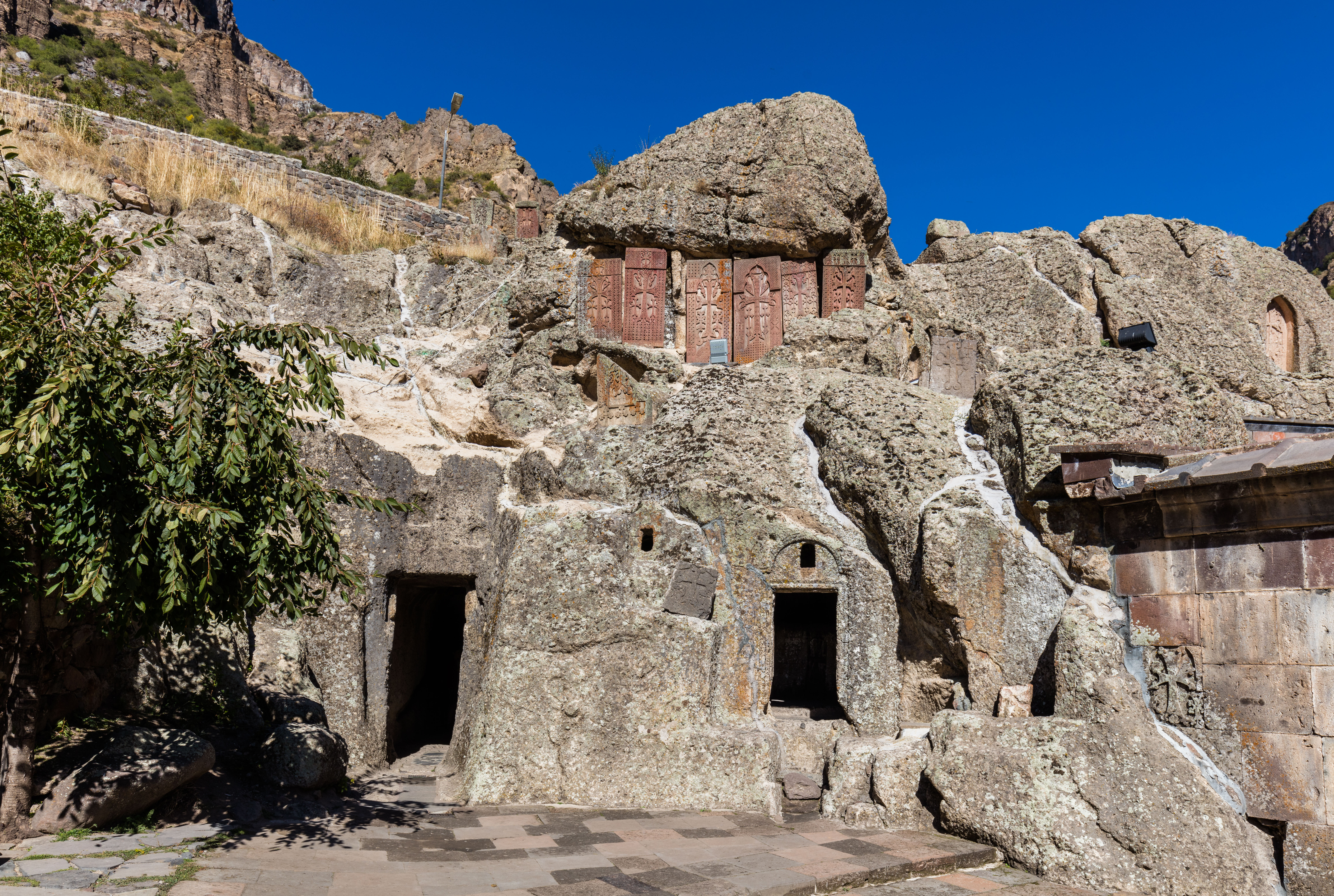
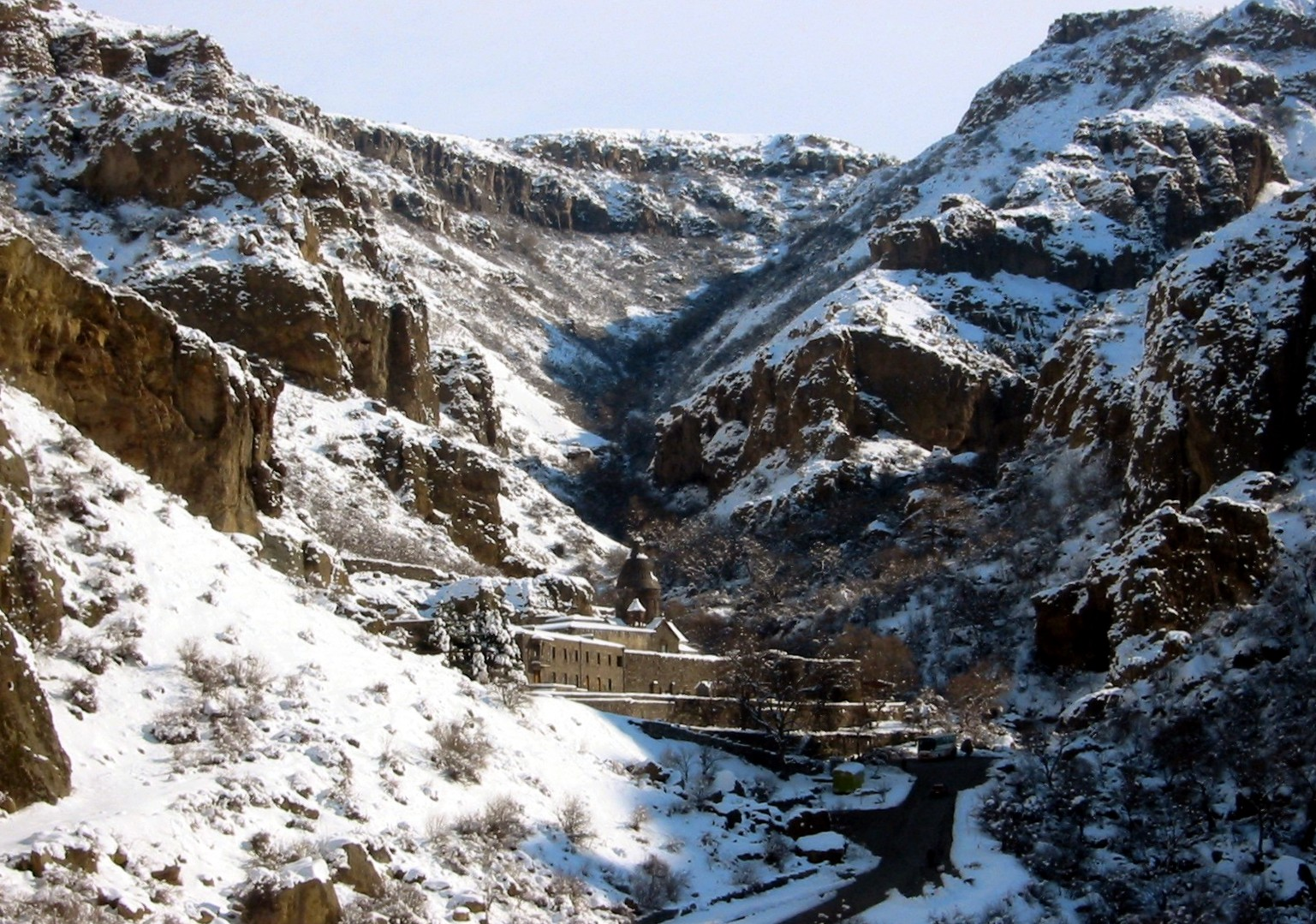
دير غيغارد في الثلج

## روابط خارجية
- Armeniapedia.org: دير غيغارد
- ArmeniaPhotos.info: صور غيغارد
- Armenica.org: مجمع دير غيغارد
- Worldy.info: دير غيغارد